# Christoffer Bogislaus Zibet
Christoffer Bogislaus Zibet (født 25. december 1740 i Kvidinge, Kristianstads län, død 16. maj 1809 i Stockholm) var en svensk jurist.
Zibet var fra 1762 sekretær for prins Gustav (den senere Gustav III) med ansvar for dennes privatøkonomi, og fortsatte i denne post, da prinsen blev konge. Da Gustav III myrdedes i 1792, forvistes Zibet til Skåne. Han kom til hoffet igen i 1801, da Gustav IV Adolf udnævnte ham til hofkansler. På denne post havde han ansvaret for censuren, som han gradvis skærpede. Blandt andet blev nyudgivne danske og franske bøger og aviser nægtet adgang til Sverige. Censuren gjorde Zibet voldsomt hadet af oppositionen.